# Ib Hedegaard Sørensen
Ib Hedegaard Sørensen (født 28. januar 1949) er en fhv. dansk officer og kammerherre. Han er præsident for Danske Gardehusarforeninger.
Han blev student fra Sundby-Hvorup Gymnasium 1969 og blev samme år værnepligtig ved Prinsens Livregiment i Viborg og sekondløjtnant fra Hærens Officersskole 1976. I løbet af sin militærkarriere har han været både stabschef ved Den Danske Internationale Brigade, militær rådgiver ved den danske FN-mission i New York, chef for Operationsplanlægningen i Forsvarskommandoen og stabschef for Hjemmeværnet.
I 2006 blev Sørensen chef for Gardehusarregimentet på Antvorskov Kaserne i Slagelse. Her måtte han svare for sig, da kasernen en nat pludselig blev udsat for et omfattende våbenrøveri. Sørensen har også været midlertidig brigadegeneral. På H.M. Dronningens fødselsdag 16. april 2008 blev I.H. sørensen udnævnt til kammerherre. I 2009 gik han på pension.
Sørensen er socialdemokrat og formand for Socialdemokraterne i Furesø Kommune.

## Ordener
- Kommandør af Dannebrogordenen (2. februar 2004)
- Hæderstegnet for god tjeneste ved Hæren
- Hjemmeværnets Fortjensttegn
- Ridder af 1. klasse af Nordstjerneordenen
- Ridder af Sydkorsorden